# アリーナ・コジョカル
アリーナ・コジョカル （Alina Cojocaru, 1981年5月27日 - ）は、ルーマニア出身のバレリーナ。2013年7月まで英国ロイヤル・バレエ団のプリンシパルを12年間務めた。現在はイングリッシュ・ナショナル・バレエ団のリード・プリンシパル。
157cmと小柄ながら、技巧に裏打ちされた単純明快な踊り、少女役から中年夫人までこなす演技力は最高水準にあるとの呼び声が高い。

## 来歴
ルーマニアの首都ブカレストで市場店主の次女 として生まれた。7歳で器械体操を始めたものの、怪我のために断念してバレエへ転向。習い始めて数ヶ月後、9歳のときに旧ソ連・ウクライナ共和国のキエフ・バレエ学校の特待生に選ばれる。キエフでロシア語を学びながらバレエ教育を受け、15歳のときに1997年のローザンヌ国際バレエコンクールでスカラシップ賞を受賞した。
奨学金を得て英国ロイヤル・バレエ学校へ入学するが、在学6ヶ月で2年生へと編入される。すでに周囲からは特殊な才能の持ち主として一目置かれる存在だったという。この時点でキエフ・バレエ団からプリンシパルとしての誘いを受け、それを知ったロイヤル・バレエ団は最下級の「アーティスト」としての契約を提示。悩んだ末に結局キエフへ戻り、17歳でプリンシパルに就任する。『ドン・キホーテ』、『眠れる森の美女』の主役や『くるみ割り人形』のクララなどを1年間踊ったが、古典作品のみでは飽き足らなくなり、ロイヤル・バレエ団への移籍を決意する。
しかし依然としてロイヤル側はコール・ド・バレエとしての入団しか認めようとしなかった。オーディションを経て、1999年11月に最下級「アーティスト」の階級で正式に入団。ロイヤルでの初出演は 『くるみ割り人形』 第1幕の「粉雪」で、これが初めての群舞の体験となる。それから3ヶ月後の2月29日、主役の機会は早くも巡ってきた。『シンフォニック・ヴァリエーションズ』で当初予定の吉田都らが怪我で欠場し、公演5日前に突然代役を命ぜられる。当日は無名のコール・ド・バレエが抜擢されたことで劇場にどよめきが起こったが、批評家からは「マーゴ・フォンテインを彷彿とさせる」 と絶賛された。
初年度を終えると3階級特進してファースト・ソリストに。その後も代役で出演した 『ロミオとジュリエット』で早熟ダンサーとしての評価が高まった。2001年4月17日、『ジゼル』の主役を踊り、直後にプリンシパルへ昇格した。このとき入団から1年5ヶ月、まだ19歳だった。

### ロイヤル・バレエ団を退団
2013年7月、私生活のパートナーであるヨハン・コボーがロイヤル・バレエ団を退団するのにともない、東京での公演を最後に約14年間所属したロイヤルを退団した。2013年秋からは、元同僚のタマラ・ロホが芸術監督を務めるイングリッシュ・ナショナル・バレエ団に所属している。

## 人物
9歳で故国ルーマニアを発って以来外国暮らしが続いており、「頼みとすべきは己のみ」が信条だという。バレエについては細部にこだわる「救いようのない完璧主義者」と自身で認めている。また才能に恵まれていたとしても「努力こそが重要」と述べている。
公演でほぼ毎回パートナーを組んでいたヨハン・コボーは「最初にして最後の恋人」。舞台上でも呼吸の合いは絶妙で、「動きは華麗にして奇跡に近い、最強のパートナーシップ」と評されたこともある。
キエフ時代に疲労骨折を経験しており、現在でも故障が多い。プリンシパル昇格後から2002年にかけては新芸術監督の下で年間50公演以上に出演するスケジュールをこなし、2003年以降はたびたび故障欠場している。
米国のバレエ用品メーカーと広告使用契約を結ぶが本人は報酬を受け取らず、代わりに会社側がルーマニアの国立劇場バレエ団のダンサーたちにトウシューズと衣装を無償で提供する取り決めになっていた。故国のダンサーの生活事情があまりにも厳しいことを慮っての申し出だったという。
趣味は盆栽・読書・映画。

## 動画
- ロイヤル・バレエ団 『マノン』 第1幕パ・ド・ドゥ（YouTube・デ・グリュー役はヨハン・コボー）